# Lekë Dukagjini
Lekë III Dukagjini večinoma znan kot Lekë Dukagjini, albanski plemič družine Dukagjini, * 1410, † 1481.
Kot sodobnik Skenderbega je Dukagjini znan po Kanuni i Lekë Dukagjinit, to je zakoniku plemen severne Albanije, ki nosi njegovo ime.

## Življenjepis
Njegovo ime Lekë je okrajšana različica Aleksandra.  Rojstni kraj Dukagjinija naj bi bila  Mirdita. Kneževina Dukagjinijev se je raztezala od severne Albanije v dandanašnje Kosovo.   Zahodni del Kosova, ki ga včasih imenujejo Rrafshi i Dukagjinit ali Dukagjin, je dobil ime po družini Dukagjini.  Leta 1446 je okraj prevzel od očeta princa Pala Dukagjinija, ki jga je pobrala kap. 
Dukagjini se je v zadnjih dveh letih legendarne Skenderbegove vojne pod poveljstvom Skenderbega boril proti Osmanom. V času miru sta se borila tudi drug z drugemu, saj so albanske lojalnosti v tem obdobju prihajale in odhajale. Lekë Dukagjini je iz zasede ubil Lekë Zaharia Altisferi, princa Dagnuma. Princa sta bila v sporu glede tega, kdo se bo poročil z Irene Dushmani. Irene je bila edini otrok Lekë Dushmani, princa Zadrime. Leta 1445 so bili albanski knezi povabljeni na poroko Skenderbegove mlajše sestre Mamice, ki je bila poročena z Muzako Thopia. Irene se je prikazala na svadbi in prišlo je do sovražnosti.  Dukagjini je prosil Irene, naj se poroči z njim, toda Zaharia, pijan, je to videl in napadel Dukagjinija. Nekateri knezi so skušali boj zaustaviti, vendar se je vanj vpletlo vse več ljudi, in dokler ni bil vzpostavljen mir, je prišlo do več mrtvih.   Noben od obeh nasprotnikov ni bil ranjen, vendar je Dukagjini po dogodku doživel moralno ponižanje. Dve leti kasneje, leta 1447, se je Dukagjini maščeval in iz zasede ubil Zaharijo. Izvirni beneški dokumenti pa tej pripovedi nasprotujejo, saj naj bi se ta umor zgodil leta 1444.  Po besedah beneškega kronista Stefana Magna naj bi Lekë Zaharia v boju ubil Nicholas Dukagjin, Zaharijin vazal, ne pa Lekë, kot trdi Marin Barleti. 
Kljub temu je smrt Zaharije njegovo kneževino pustila brez naslednika, zaradi česar je njegova mati trdnjavo predala beneški Albaniji v posesti Beneške republike.    Ko je Skenderbeg leta 1447 (neuspešno) poskušal zajeti Dagnum, se je začela albansko-beneška vojna (1447–1448). Marca 1451 sta Lekë Dukagjini in Božidar Dushmani načrtovala napad na Drivast pod benečansko kontrolo.  Njuno zaroto so odkrili in Božidar je bil prisiljen pobegniti v izgnanstvo.  Leta 1459 so Skenderbegove sile Osmanskemu cesarstvu iztrgale trdnjavo Sati, ki jo je Skenderbeg prepustil Benetkam, da bi si zagotovil prisrčen odnos s Signorijo, nato pa je poslal svoje čete v Italijo, da po smrti Alfonsa V Aragonskega kralju Ferdinandu pomaga osvojiti njegovo kraljestvo.   Preden so Benečani prevzeli nadzor nad Satijem,  je Skenderbeg trdnjavo in okolico zavzel, pregnal Lekëja Dukagjinija in njegove sile in Sati pred beneškim prevzemom uničil. 
Dukagjini se je z omejenim uspehom še naprej boril proti Otomanskemu cesarstvu in nadaljeval kot vodja Lige Lezhë po smrti Skenderbega do leta 1479. Sem in tja so se njegove sile z papeževim blagoslovom pridružile Benečanom.

## Zapuščina
Zakon Leka Dukagjinija (kanun) je bil poimenovan po Lekë Dukagjiniju, ki je kodificiral običajne zakone albanskega visokogorja.  Čeprav se raziskovalci zgodovine in običajev v Albaniji navajajo Gjeçovijevo besedilo Kanunija kot edino obstoječo različico, ki je nesporna in spod peresa Lekë Dukagjinija, to ne velja. Besedilo Kanuni, pogosto izpodbijano in z različnimi razlagami, ki so se bistveno razvijale od 15. stoletja, je po  Dukagjiniju samo imenovano.  Medtem ko so Skenderbega prepoznali kot "princa zmaja", ki se je upal boriti proti vsakemu sovražniku, so kronike Dukagjinija slikale kot " princa angela", ki je s svojim dostojanstvom in modrostjo zagotovil kontinuiteto albanske identitete.
Skupina zakonov je bila v praksi dolgo aktivna, vendar jo je Shtjefën Gjeçovi zbral in kodificiral šele konec 19. stoletja.   Najbolj zloglasni med njimi so zakoni, ki urejajo krvno osveto. Krvna maščevanja so se spet začela v severni Albaniji (in se od takrat spet širijo tudi v druge predele Albanije in celo v tujino) po padcu komunizma v začetku devetdesetih let dvajsetega stoletja, saj je bila v času režima Enverja Hoxhe že vrsto let prepovedana in omejena razmeroma zaprte meje.
Dukagjinijeve vojaške kampanje proti Osmanom so imele omejen uspeh; ni bil sposoben združiti državo in albansko ljudstvo, kot je to znal Skenderbeg. Lojalnosti  so bile mehkih nog, pogosto je prišlo do izdaj; Albanija je do konca 15. stoletja v celoti prišla pod Osmane.

## Kanun  Lekë Dukagjinija
Dukagjini je zasenčila legenda o Skenderbegu. Najbolj je znan po zakonih, ki nosijo njegovo ime in ki vladajo v visokogorju severne Albanije.